# Chrysopilus silvicola
Chrysopilus silvicola är en tvåvingeart som beskrevs av Akira Nagatomi 1968. Chrysopilus silvicola ingår i släktet Chrysopilus och familjen snäppflugor. Inga underarter finns listade i Catalogue of Life.